# 믿을 수 없는 화자
믿을 수 없는 화자(영어: Unreliable narrator) 또는 신빙성 없는 화자는 소설과 영화 등에서 이야기를 진행하는 수법의 하나로, 화자 · 내레이터의 신뢰성을 현저히 낮게 함으로써 독자나 관객을 유혹하는 것을 말한다.
소설과 영화에서 찾을 수 있으며 어린이부터 성인 캐릭터까지 다양하다. 문학비평가 웨인 C. 부스가 1961년 저서 《소설의 수사학》(The Rhetoric of Fiction)에서 창안한 용어로 알려져 있다. 신뢰할 수 없는 화자는 그 정의상 대개 일인칭 화자이나, 일부 문학과 특히 영화와 텔레비전에서 신뢰할 수 없는 2인칭 및 3인칭 화자의 존재 또한 제기된다.
때때로 내레이터의 비신뢰성이 즉시 명백해진다. 예를 들어 이야기는 내레이터가 명백히 거짓이거나 망상적인 주장을 하거나 심각한 정신병을 인정하는 것으로 시작하거나 이야기 자체에 내레이터가 캐릭터의 신뢰성에 대한 단서가 있는 캐릭터로 나타나는 프레임이 있을 수 있다. 장치를 더 극적으로 사용하면 이야기가 거의 끝날 때까지 계시가 지연된다. 경우에 따라 독자는 앞의 이야기에서 내레이터가 중요한 정보를 숨기거나 크게 잘못 표현했음을 발견한다. 이러한 트위스트 엔딩은 독자들로 하여금 이야기에 대한 자신의 관점과 경험을 재고하게 만든다. 어떤 경우에는 내레이터의 신뢰성이 완전히 드러나지 않고 암시만 있을 뿐이므로 독자는 내레이터를 얼마나 신뢰해야 하며 이야기를 어떻게 해석해야 하는지 궁금해한다.

## 같이 보기
- 액자 구조